# ارتش آزادی‌بخش روسیه
ارتش آزادی‌بخش روسیه (به روسی: Русская освободительная армия مخفف ROA) معروف به ارتش ولاسوف (به روسی: Власовская армия) نیرویی عمدتاً مشتکل از روس‌های تحت امر آلمان‌ها در جنگ جهانی دوم بود. فرماندهی این ارتش را آندری ولاسوف ژنرال پیشین ارتش سرخ به عهده داشت. در ۱۹۴۴ این ارتش با نام نیروهای مسلح کمیتهٔ آزادسازی مردمان روسیه (به روسی: Вооружённые силы Комитета освобождения народов России یا کوتاه‌شده‌اش ВС КОНР) شناخته می‌شد.
ولاسوف فرمانده ارتش، نیروی تخت فرمانش را از میان سربازان اسیر روس ضد کمونیسم و بازمانده‌های ارتش سفید فراهم آورده‌بود.

## ترکیب ارتش
ارتش آزادی‌بخش روسیه متشکل از سه دیویزون پیاده‌نظام و دو اسکادران هوایی بود. دو تک‌خال پیشین نیروی هوایی شوروی - سمیون تروفیموویچ بیچکوف و بورنیسلاو آنتیلفسکی در این نیرو خدمت می‌کردند.

## کارنامه

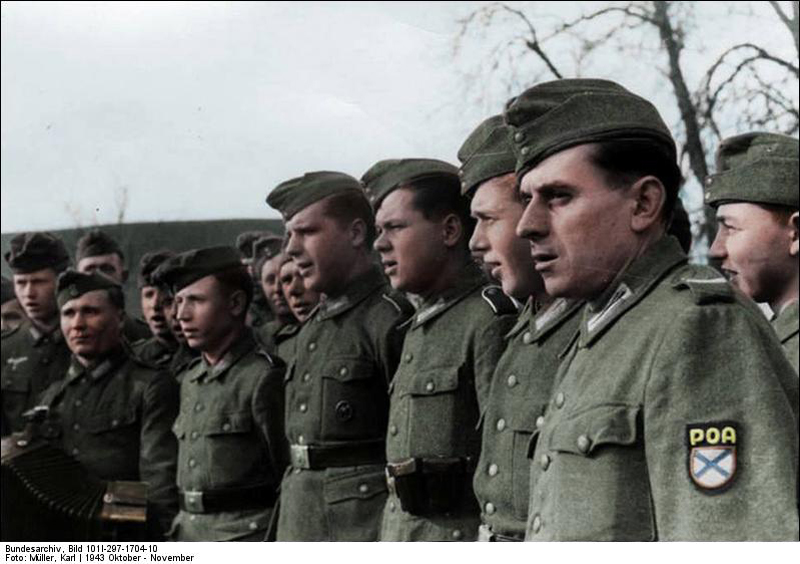
شماری از نیروهای ارتش آزادی‌بخش روسیه در شمال فرانسه یا بلژیک در سال ۱۹۴۴

نظر به نگرانی‌ای که آلمان‌ها نسبت به وفاداری این ارتش داشتند، بیشتر ترجیح داده می‌شد که از این نیرو در غرب بهره‌برداری شود. از این روی در ۱۹۴۳ و ۱۹۴۴ از آنها در فرانسه و بلژیک استفاده شد. از بخش کوچکی از این نیرو در نبرد با ارتش سرخ در کنار رود اودر در چک در ۱۹۴۵ استفاده شد که آن هم برای مطمئن شدن از میزان وفاداریشان بود.
این ارتش در ۲۸ ژانویه ۱۹۴۵ اعلام کرد که دیگر بخشی از ورماخت نیست. سپس ولاسوف نیروهایش را به سوی جنوب عقب کشید. ولاسوف نمایندگانی را نزد متفقین غربی فرستاد تا دربارهٔ شرایط تسلیم با آنها مشورت کند. او می‌پنداشت با توجه به آینده ناگزیر درگیری غرب با شوروی، از او و ارتش کمونیست‌ستیزش استقبال می‌شود.
ارتش ولاسوف در امتداد مارشش به سوی جنوب، در ۵ مهٔ ۱۹۴۵ به سود خیزش پراگ با نیروهای آلمانی وافن اس‌اس درگیر شدند. سپس به راه خود ادامه دادند. ولاسوف کوشید تا به ژنرال آمریکایی جرج پتن تسلیم شود، ولی آمریکایی‌ها که نگران آسیب دیدن روابط خود با شوروی بودند تمایلی نه به پذیرش ولاسوف و نه پشتیبانی از ارتشش نشان ندادند. اندکی بعد شوروی‌ها ولاسوف و جمعی از افرادش را دستگیر و به جرم خیانت اعدام کردند. هزاران تن از اعضای ارتش هم که به متفقین غربی تسلیم شده‌بودند مطابق توافق پیشین چرچیل با استالین به شوروی برگردانده شده و اعدام شدند یا به اردوگاه‌های کار اجباری فرستاده شدند.